# Chrotopterus auritus
Il falso vampiro lanoso (Chrotopterus auritus (Peters, 1856), detto anche pipistrello lanoso dalle orecchie grandi, è un pipistrello della famiglia dei Fillostomidi, unica specie del genere Chrotopterus (Peters, 1865), diffuso nell'America centrale e meridionale.

## Descrizione

### Dimensioni
Pipistrello di medio-grandi dimensioni, con la lunghezza della testa e del corpo tra 110 e 125 mm, la lunghezza dell'avambraccio tra 78,7 e 86,5 mm, la lunghezza della coda tra 7 e 17 mm, la lunghezza delle orecchie tra 40 e 48 mm e un peso fino a 96,1 g.

### Caratteristiche craniche e dentarie
Il cranio è robusto, con un rostro ampio. La scatola cranica è rigonfia ed allungata, con una cresta sagittale pronunciata. Le arcate zigomatiche sono ampie e robuste. La bolla timpanica è piccola. I canini e gli incisivi superiori interni sono ben sviluppati. Il primo premolare superiore è minuto. I molari superiori sono robusti. I canini inferiori sono situati distintamente oltre la linea degli incisivi superiori, provocando una condizione prognata.
Sono caratterizzati dalla seguente formula dentaria:

### Aspetto

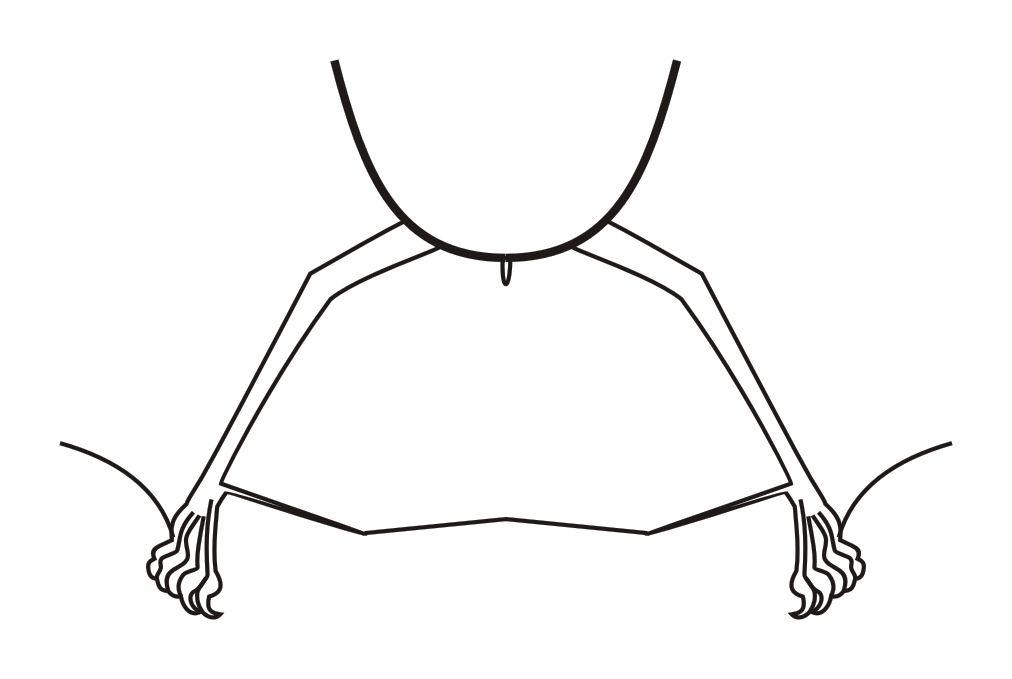
Illustrazione della parte posteriore di Chrotopterus

La pelliccia è lunga, densa e lanosa, più corta nelle parti ventrali. Il colore generale del corpo varia dal grigio-nerastro al marrone. Nei maschi è presente una struttura ghiandolare nella parte ventrale del collo. Il muso è allungato, la foglia nasale è grande e larga, con la porzione posteriore ben sviluppata, lanceolata ed attraversata da un rinforzo verticale. Sono presenti diverse verruche alla base delle vibrisse. Il labbro inferiore ha due grossi cuscinetti, simili a quelli del genere Micronycteris, situati lungo i margini di un solco a forma di V. Gli occhi sono di proporzioni medie, neri e luccicanti. Le orecchie sono grandi, separate tra loro ed ovali, mentre il trago è piccolo, allungato ed appuntito. Talvolta sono presenti dei ciuffi di peli biancastri alla loro base. Le ali hanno un basso allungamento e un carico alare elevato. Le estremità alari sono biancastre. Il pollice è lungo e munito di un artiglio grande e curvato. La coda è rudimentale e completamente inclusa nell'ampio uropatagio, mentre il calcar è più lungo del piede. Il cariotipo è 2n=28 FN=52.

### Ecolocazione
Emette ultrasuoni con impulsi di breve durata, a banda stretta ed alta frequenza, composti da diverse armoniche.

## Biologia

### Comportamento
Si rifugia in gruppi fino 7 individui, sebbene solitamente siano tra 3 e 5, all'interno di grotte, rovine Maya e cavità negli alberi.

### Alimentazione
Si nutre di insetti, altri pipistrelli, opossum del genere Marmosa, topi, uccelli, lucertole e rane.

### Riproduzione
Femmine gravide sono state osservate nel Messico meridionale ad aprile e luglio, in Argentina a luglio e nel Brasile sud-orientale nella seconda metà dell'anno. Femmine in allattamento invece sono state osservate nello Yucatán a luglio. Danno alla luce un piccolo alla volta dopo una gestazione di 99 giorni, sebbene siano stati registrati periodi anche di 220 giorni. Diventano maturi sessualmente dopo il primo o secondo anno di vita.

## Distribuzione e habitat
Questa specie è diffusa nell'America centrale dagli stati meridionali messicani di Veracruz, Oaxaca, Chiapas, Quintana Roo, Tabasco, Yucatán; Guatemala, Honduras, Nicaragua, El Salvador, Belize, Panama, Costa Rica, attraverso la Colombia, Venezuela, Guyana, Guyana francese, Suriname, Ecuador, Perù, Brasile, Bolivia, Paraguay e Argentina settentrionale.
Vive nelle pianure ricoperte di foreste pluvial e tropicali decidue, solitamente vicino a corsi d'acqua od altri luoghi umidi, fino a 2.000 metri di altitudine.

## Conservazione
La IUCN Red List, considerato il vasto areale, la popolazione numerosa e la presenza in diverse aree protette, classifica C.auritus come specie a rischio minimo (Least Concern)).